# ゴットフリート・ラインホルト・トレフィラヌス

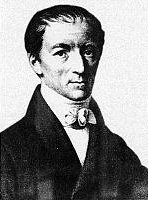
ゴットフリート・ラインホルト・トレフィラヌス

ゴットフリート・ラインホルト・トレフィラヌス（ドイツ語: Gottfried Reinhold Treviranus、1776年2月4日 - 1837年2月16日）は、ドイツの動物学者。チャールズ・ダーウィンの「進化論」に先だって「種の突然変異論」を発表した。この理論は1802年のBiologie; oder die Philosophie der lebenden Natur第1巻で提案されたが、同年にジャン＝バティスト・ラマルクも同様の意見を述べている。
ブレーメン出身。ゲッティンゲンで医学を研究し、1796年に医学博士号を取得した。その翌年、ブレーメンで医学と数学の教職に就き、1816年にスウェーデン王立科学アカデミーの通信会員に選出された。
弟に植物学者のルドルフ・クリスチャン・トレフィラヌス（1779年 - 1864年）がいる。